# Alois De Hertog
Alois De Hertog (Sint-Kathelijne-Waver, 9 d'agost de 1927 - Sint-Kathelijne-Waver, 22 de novembre de 1993) va ser un ciclista belga, que fou professional entre 1951 i 1960. La seva victòria més destacada fou la Lieja-Bastogne-Lieja de 1953.

## Palmarès
- 1951
  - 1r de la Bierset-Namur-Bierset
  - 1r de la Brussel·les-Lieja
- 1953
  - 1r de la Lieja-Bastogne-Lieja
  - 1r de la Cras Avernas-Remouchamps-Cras Avernas
- 1954
  - 1r a Chapelle-Lez-Herlaimont

### Resultats al Tour de França
- 1951. 22è de la classificació general
- 1952. 13è de la classificació general
- 1953. Abandona (6a etapa)